# لیگ فوتبال کانادا
لیگ فوتبال کانادایی (فرانسوی: Ligue canadienne de football, LCF‎) لیگ حرفه‌ای فوتبال کانادایی در کانادا است.
این لیگ در سال ۱۹۵۸ تاسیس شده و هم‌اکنون دارای ۹ تیم می‌باشد. ادمونتون الکس با ۱۱ قهرمانی پرافتخارترین تیم این مسابقات است.